# Okręg wyborczy Scarborough
Okręg wyborczy Scarborough powstał w 1295 r. jako okręg miejski. Wysyłał do angielskiej, a następnie brytyjskiej, Izby Gmin dwóch deputowanych. Okręg obejmował miasto Scarborough w hrabstwie Yorkshire. W XVIII w. okręg znalazł się pod kontrolą rodzin Mannersów i Phippsów, który wpływali na 44 elektorów, którzy byli członkami lokalnej korporacji i jako jedyni mieli prawo głosu. Reforma wyborcza 1832 r. powiększyła liczbę osób z czynnym prawem wyborczym do 431. W 1885 r. liczbę mandatów przypadających na okręg zmniejszono do jednego. Okręg zlikwidowano w 1918 r.
W 1974 r. okręg Scarborough został odtworzony, tym razem jako jednomandatowy okręg ziemski. Ostatecznie zlikwidowano go w 1997 r.

## Deputowani do brytyjskiej Izby Gmin z okręgu Scarborough

### Deputowani w latach 1295–1540
- 1298: John Rofton i Robert Pau
- 1301: John Pickford i John Hammond
- 1307: Amaury Gegg i Robert Wawayn
- 1308: Radus Godge i John Gegg
- 1310: Roger Oughtred i John de Cropton
- 1313: Roger Oughtred i John de Cropton
- 1314: Roger Oughtred i Thomas de Cropton
- 1315: Roger Oughtred i John Huterburgh
- 1319: Evericus Godge i William de St Thomas
- 1321: Adam de Seamer i Henry de Roston
- 1327: Henry de Roston i Robert de Hubthorpe
- 1327: Henry de Newcastle i John de Bergh
- 1328: Robert the Coroner i John le Skyron
- 1328: Henry de Newcastle i William de Hedon
- 1329: Henry de Newcastle i William de Hedon
- 1330: Philip Humbury i John le Serjeant
- 1332: Henry the Coroner i Henry de Roston
- 1333: Henry the Coroner i Henry de Roston
- 1334: Robert de Helperthorpe i Henry the Coroner
- 1335: Henry de Newcastle i William de Bedale
- 1335: Richard de Willsthorpe i John de Mounte Pesselers
- 1336: Thomas le Blound i Henry de Newcastle
- 1337: Henry de Newcastle i Thomas the Coroner
- 1338: Henry de Roston i Henry de Newcastle
- 1339: Henry de Roston i Henry de Newcastle
- 1340: Henry de Roston i Robert the Coroner
- 1346: William de Kilham i John de Ireland
- 1347: Robert Scardeburgh i William Cutt
- 1348: Robert Scardeburgh i William syn Rogera
- 1351: John Beaucola i Henry de Roston
- 1354: Henry de Roston i Richard de Newcastle
- 1356: John Burniston i William Barton
- 1358: Robert the Coroner i John Hammund
- 1359: Henry Roston i Peter Percy
- 1360: Richard de Newcastle i Peter Percy
- 1361: Peter Percy i John del Aumery
- 1362: Edward Thwailes i ?
- 1365: Richard del Kichen i Richard Chelman
- 1368: Stephen Carter i Henry de Roston
- 1369: Robert Aclom i John de Barton
- 1373: William Cobberiham i John Aclom
- 1376: John de Stolwich i Henry de Roston
- 1378: William de Seamer i John de Moresham młodszy
- 1379: Henry de Roston i Thomas de Brune
- 1382: Henry de Roston i John Aclom
- 1383: John Stockwich i Richard Chelman
- 1384: John Aclom i Henry de Roston
- 1385: Robert Martyn i John de Moresham
- 1386: William de Seamer i John Carter
- 1388: William Sage i John Aclom
- 1392: John Carter i John Martyn
- 1393: Robert de Alnwick i John de Moresham młodszy
- 1394: Henry de Harrow i Robert Shillbottle
- 1397: John Carter i William Percy
- 1400: John Aclom i William Harum
- 1401: John Mosdale i Robert Aclom
- 1402: Thomas Carethorp i William Harum
- 1405: John Mosdale i Robert Aclom
- 1411: John Mosdale i William Sage
- 1413: Thomas Carethorp i John Mosdale
- 1414: John Mosdale i William Sage
- 1415: Thomas Carethorp i Roger de Stapelton
- 1419: John Carter i Thomas Copeland
- 1420: John Aclom i William Forester
- 1421: John Aclom i William Forester
- 1422: Hugo Raysyn i William Forester
- 1423: William Forester i John Daniel
- 1425: Robert Bambergh i William Forester
- 1428: John Danyell i William Forester
- 1429: John Danyell i William Forester
- 1432: William Forester i John Danyell
- 1442: William Forester i Robert Carethorp
- 1447: William Helperby i John Aclom
- 1449: Henry Eyre i William Paulin
- 1450: John Aclom i Robert Benton
- 1451: George Topcliff i Thomas Benton
- 1455: John Daniel i Robert Hoggson
- 1460: John Sherrifle i Thomas Hoggson
- 1467: John Paulin i John Robinson

### Deputowani w latach 1540–1640
- 1542–1554: Ralph Eure i Nicholas Fairfax
- 1547–1552: Richard Whaley i Reginald Beseley
- 1553: Thomas Eyns i generał Dankins
- 1553: John Tregonwell i Leonard Chamberlain
- 1554: Anthony Brann i Robert Massye
- 1554–1555: Reginald Beseley i Tristram Cook
- 1555: William Hasye i Francis Ashley
- 1558: Richard Jones i Edward Beseley
- 1559: William Strickland i Henry Gate
- 1563–1567: William Strickland i Henry Gate
- 1571: William Strickland i Edward Gate
- 1572–1583: Henry Gate i Edward Carey
- 1584–1585: William Strickland i John Hotham
- 1586–1587: Ralph Bourchier i Edward Hutchinson
- 1588–1589: Edward Gate i William Fish
- 1593: Edward Gate i Roger Dalton
- 1597–1598: Thomas Posthumous Hoby i Walter Pye
- 1601: Edward Stanhope i William Eure
- 1604–1611: Thomas Posthumous Hoby i Francis Eure
- 1614: Thomas Posthumous Hoby i William Conyers
- 1621–1622: Richard Cholmeley i William Coyners
- 1624–1625: Hugh Cholmeley i William Conyers
- 1625: Hugh Cholmeley i William Thompson
- 1625–1626: Hugh Cholmeley i Stephen Hutchinson
- 1628–1629: William Constable i John Harrison

### Deputowani w latach 1640–1885
- 1640–1643: John Hotham młodszy
- 1640–1642: Hugh Cholmeley
- 1645–1653: Luke Robinson
- 1645–1647: Matthew Boynton
- 1647–1653: John Anlaby
- 1654–1656: John Wildman
- 1656–1659: Edward Salmon
- 1659–1659: Thomas Chaloner
- 1659–1660: Luke Robinson
- 1660–1660: John Legard
- 1660–1685: William Thompson
- 1660–1661: John Legard
- 1661–1670: Jordan Crosland
- 1670–1679: Philip Monckton
- 1679–1685: Francis Thompson
- 1685–1689: Thomas Slingsby
- 1685–1689: William Osbaldeston starszy
- 1689–1692: William Thompson
- 1689–1693: Francis Thompson
- 1692–1695: John Hungerford
- 1693–1701: Arthur Ingram, 3. wicehrabia Irvine
- 1695–1702: Charles Hotham, wigowie
- 1701–1722: William Thompson
- 1702–1705: John Hungerford, torysi
- 1705–1707: Robert Squire
- 1707–1730: John Hungerford, torysi
- 1722–1735: William Strickland, wigowie
- 1730–1744: William Thompson
- 1736–1736: Thomas Hay, wicehrabia Dupplin
- 1736–1747: William Osbaldeston młodszy
- 1744–1754: Edwin Lascelles
- 1747–1754: Roger Handasyde
- 1754–1761: Ralph Milbanke
- 1754–1766: William Osbaldeston młodszy
- 1761–1768: John Major
- 1766–1770: Fountayne Wentworth Osbaldeston
- 1768–1772: George Manners
- 1770–1774: James Pennyman
- 1772–1796: George Carpenter, 2. hrabia Tyrconnel, torysi
- 1774–1779: Hugh Palliser
- 1779–1784: Charles Phipps
- 1784–1790: George Osbaldeston
- 1790–1794: Henry Phipps, torysi
- 1794–1818: Edmund Phipps, torysi
- 1796–1802: lord Charles Somerset, torysi
- 1802–1806: lord Robert Manners, torysi
- 1806–1832: Charles Manners-Sutton, torysi
- 1818–1820: Constantine Phipps, wicehrabia Normanby, wigowie
- 1820–1832: Edmund Phipps, torysi
- 1832–1837: John Vanden-Bempde-Johnstone, wigowie
- 1832–1835: George Cayley, wigowie
- 1835–1847: Frederick Trench, Partia Konserwatywna
- 1837–1841: Thomas Style, wigowie
- 1841–1869: John Vanden-Bempde-Johnstone, Partia Konserwatywna, od 1857 r. Partia Liberalna
- 1847–1851: George Phipps, hrabia Mulgrave, wigowie
- 1851–1852: George Frederick Young, Partia Konserwatywna
- 1852–1857: George Phipps, hrabia Mulgrave, wigowie
- 1857–1859: John Dent Dent, Partia Liberalna
- 1859–1860: Williams Denison, Partia Liberalna
- 1860–1874: John Dent Dent, Partia Liberalna
- 1869–1880: Harcourt Vanden-Bempde-Johnstone, Partia Liberalna
- 1874–1880: Charles Legard, Partia Konserwatywna
- 1880–1885: William Caine, Partia Liberalna
- 1880–1884: John George Dodson, Partia Liberalna
- 1884–1885: Richard Steble, Partia Liberalna

### Deputowani w latach 1885–1918
- 1885–1886: George Sitwell, Partia Konserwatywna
- 1886–1892: Joshua Rowntree, Partia Liberalna
- 1892–1895: George Sitwell, Partia Konserwatywna
- 1895–1906: Josephn Compton-Rickett, Partia Liberalna
- 1906–1918: Walter Rea, Partia Liberalna

### Deputowani w latach 1974–1997
- 1974–1992: Michael Shaw, Partia Konserwatywna
- 1992–1997: John Sykes, Partia Konserwatywna